# Mont-Tramelan
Mont-Tramelan é uma comuna da Suíça, localizada no Cantão de Berna, com 120 habitantes, de acordo com o censo de 2010. Estende-se por uma área de 4,63 km², de densidade populacional de 26 hab/km². Confina com as seguintes comunas: Courtelary, Cortébert, Corgémont, Tramelan, Tavannes, Saicourt e La Chaux-des-Breuleux.
A língua oficial nesta comuna é o francês, uma vez que Mont-Tramelan está localizada na parte do cantão denominada Jura Bernense (Jura Bernois), que é a sua porção francófona.